# Into My Arms
 (octobre 2019).
Si vous disposez d'ouvrages ou d'articles de référence ou si vous connaissez des sites web de qualité traitant du thème abordé ici, merci de compléter l'article en donnant les références utiles à sa vérifiabilité et en les liant à la section « Notes et références ».
Singles de Nick Cave and the Bad Seeds
"Henry Lee"
 (1996)
(1996) "(Are You) The One That I've Been Waiting For?"
(1997)
Into My Arms est une chanson de Nick Cave initialement diffusée en 1997 comme premier single du dixième album de Nick Cave and the Bad Seeds,The Boatman's Call. 
Le titre, sorti le 27 janvier 1997, a été pressé en vinyle 7" en plus de l'habituelle diffusion CD single. Un clip a été tourné pour accompagner la sortie du morceau.
Il a été classé no 53 dans les classements britanniques, et no 8 dans les classements en Norvège.